# 佐藤忠志
佐藤 忠志（さとう ただし、1951年5月4日 - 2019年9月24日）は、日本の教育評論家・元予備校講師。元拓殖大学客員教授。2016年7月の時点でトップ・カラーに所属していた。愛称は「金ピカ先生」。

## 経歴

### 生い立ち
東京都出身。父親は「世間一般で怒らないようなことを怒るし、世間一般じゃ許さないようなことを認める」人だったという。小学1年生のときから芸者に親しみ、中学の入学祝いで父親に十二社（東京都新宿区西新宿）の性風俗店へつれていかれ、童貞を喪失。

### 小中高時代
中野区立多田小学校に入学のち私立宝仙学園小学校に転校を経て、杉並区立桃井第二小学校卒業、杉並区立神明中学校卒業。芝浦工業大学高等学校卒業。

### 学生・院生時代
現役高校生では、慶應義塾大学を受験するが不合格。併願で合格していた立教大学に入学して仮面浪人となり、代々木ゼミナールに通学。翌年に慶應義塾大学法学部政治学科に入学する。在学中は内山秀夫研究会に所属し国際政治学を専攻。慶應義塾大学卒業後、筑波大学大学院修士課程を修了。

### 予備校講師
その後1977年に代々木ゼミナール講師となり、恰幅（かっぷく）の良い体格に派手な高級スーツと金色の高級腕時計を身に付け、時に教壇で日本刀を振りかざすパフォーマンスをも見せる独特のヤクザ風の風貌と、その外見と裏腹に論理的で緻密な受験英語の教授法で金ピカ先生として一世を風靡（ふうび）。旺文社大学受験ラジオ講座も担当した。
1988年に東進ハイスクールへ移籍。さらにタレント活動にも進出し、『天才・たけしの元気が出るテレビ!!』などに出演した。しかし、1992年に予備校講師を引退。その後は主にタレントや評論活動に重きをおいていた。

### 立候補
2001年、第19回参議院議員通常選挙に自由民主党公認で比例区から本名で立候補したが、得票数19,232票で落選。
2009年1月、現職の長野力が再選を目指していた鹿児島県西之表市長（種子島）選挙に告示3日前になって無所属で立候補することを表明。佐藤は東京在住で、立候補に際して初めて種子島を訪問した。届出名を「金ピカ先生」として市選挙管理委員会に届出をおこない、市選管は「この通称（通名）が広く使用されていることを確認した」としてこれを受理。記者会見では「教育水準を日本一にしたい。役所で中高生に無料で授業をする」と公約し「金ピカ先生」の名前で選挙活動をおこなったが落選した。得票は長野が8,674票、佐藤が2,787票。投票率82.35%。

### 晩年
西之表市長選の直後に脳梗塞や心筋梗塞などの病を次々に患ったことで表舞台からは姿を消すが、Twitterやfacebook、ブログなどでの執筆は継続していた。2017年初旬に高級車の購入を巡るトラブルで妻とも別居状態となり、この一件を境にネット媒体での発信も途絶えた。
スポーツ報知が取材に訪れた2018年7月の時点では英語講師を完全に引退、趣味の日本刀と「日本に1台しかない」と自称した愛車に囲まれた自宅で一日中飲酒（ビール）や喫煙を重ねる、「バラ色の余生」と自称する不摂生な独居生活を送っていた。

### 死去
最晩年は生活保護を受けながら失意の余生を送っており、死の直前の2019年8月末に週刊現代が都内の自宅へ取材に訪れた折には、前年の報知の取材時よりさらに健康状態が悪化し、ほとんど食事も摂らずに甲種焼酎を飲み続けてやせ細り、往年の面影がほとんど見られないほどに変わり果てた姿となっていた。2019年9月24日朝、デイケアセンターの職員が佐藤の自宅を訪問したところ、冷たくなって倒れていた佐藤とみられる人物を発見、死亡が確認された。68歳没。

## 予備校講師としての経歴
一般にはその外見やマスコミへの露出からきわもの扱いされがちだが、1986年の時点で『ズバリ!合格の英単語』、1987年には『ズバリ!合格の英熟語』、『ズバリ!合格の英文解釈』を刊行し、大学入試英語の「時事英語」化にいち早く対応していたとされる。1989年の『金ピカ先生の総仕上げ時事英単語集』は著者自身が「教科書には決してでてこないが、入試にはでてくる最新の単語を網羅。（中略）私の全著作中、発売部数は最下位から2番目。一流大学受験生を対象とした著作で、内容には自信があるが、確かに売れなかった」と述懐しており、時事英語対策への著者のこだわりを示している。
1990年に出版した『ズバリ!合格の英作文』では難関大学の英作文（和文英訳）問題に対して「模範解答」「発想転換解答」「ゲリラ解答」の3種類の解答例を提示し、中学英語のレベルで英訳する方法を紹介した。
一方、長文読解問題に対しては、「同時通訳方式」として、意味・文構造の切れ目にスラッシュを入れ、それぞれに対応する訳語をつけるという手法をとったため、「すでに英語がある程度できる人」向けといった感は否めなかった。また英文法を軽視しているという点についても「ネイティブでもないかぎり、実際に英語を理解する際には英文法をつかわなければならない」という批判もある。また、発行前数年間に出題された入試問題にみられた、あまり一般的でない英単語を『ズバリ!合格の英単語』に入れていたことを自慢していたが、このような高校英語を逸脱した単語は注釈（和訳）があるのが普通であり、覚えておく必要のない単語であるという批判があった。

## 著書一覧

### 大学受験参考書（ベストセラーズ）
- 『ズバリ!合格の英単語 ― 頻度別・テーマ別 1500 語集 今年の入試英語はここが出る』 1986/09  ISBN 4584006261 / （改訂新版） 1990/09  ISBN 4584007349
  - 『最新ズバリ!合格の英単語 ― 長文読解攻略バージョン』 1994/08  ISBN 4584009112
  - 『ズバリ!!合格の英単語 ― これさえあれば入試英語は制覇できる!（新装改訂版）』  2004/05  ISBN 4584010765
- 『ズバリ!合格の英熟語 ― 穴うめ別・読解別 650 語集 今年の入試英語はここが出る』 1987/03  ISBN 4584006407
- 『ズバリ!合格の英文解釈 ― 新方式直読直解の 30 例題 今年の入試英語はこれで勝てる』 1987/10  ISBN 4584006547
- 『ズバリ!合格の英作文 ― 発想転換解答法の極意』1990/04 ISBN 4584007195

### 大学受験参考書（その他）
- 『佐藤忠志のゲリラ戦英単語（代々木ゼミ方式）』（代々木ライブラリー、1985/04） ISBN 4896800877
- 『佐藤の〈受験英語ゲリラ戦〉（受験面白参考書）』（大和書房、1985/11） ISBN 4479190023
- 『佐藤忠志のこれしか出ない受験英語 ― 最短時間で最大効果の必殺合格術（トクマブックス 474）』（徳間書店、1986/08） ISBN 419503308X --- 仮定法を詳細に解説
- 『金ピカ先生の総仕上げ時事英単語集（ケイブンシャブックス）』（勁文社、1989/05） ISBN 4766909461
- 『佐藤忠志のこれしか出ない英文読解 ― テーマ別ズバリ予想の長文 27 例題（トクマブックス 603）』（徳間書店、1991/09） ISBN 419504653X
- 『金色英単語』（森田塾出版、1992/07） ISBN 4895030075
- 『これがトドメの英文解釈』（徳間書店、1994/07） ISBN 4198601356

### 大学受験学習法
- 『大学受験オレが入れたる! 「偏差値の魔術師」がおくる絶対正しい合格聖書』角川書店〈Kadokawa books〉、1986年6月25日。ISBN 4047060208。NDLJP:12051831。
- 『ヤッチャン先生○得受験術 一流校だよ!受験生諸君』（世界文化社、1988/05） ISBN 4418885064
- 『佐藤忠志の受験は格闘技だ 大学合格のための "必殺ワザ" 一挙公開（Futaba books）』  （双葉社、1991/06） ISBN 4575151904

### 高校受験参考書（ベストセラーズ）
- 『高校入試のためのズバリ!合格の英単語（ジュニア版）』 1988/01 ISBN 4584006601

### 社会人向け英語参考書
- 『英語を喋る秘訣（コツ）これだけ なぜ、むずかしく考えるの?!』（ベストセラーズ、1989/03） ISBN 4584006873
- 『天声人語に学ぶ金ピカ英語塾 TOEIC、英検で高得点をとるパーフェクト・メソッド』（原書房、1995/04） ISBN 4562026642

### 一般書
- 『ヤクザ先生の金ピカ人生相談（教育スクランブル）』（評伝社、1986/06）
- 『受験に勝つ子は親がつくる 合格請負人・佐藤式「親のための受験必勝法」』（世界文化社、1990/08） ISBN 4418904085
- 『無駄な努力は馬鹿がやる 金ピカ先生の○得人生論』（スコラ、1991/11） ISBN 4796200576
- 『金ピカ先生の新人教育ゼミ いまどきの若いヤツらはこう使え（Ryu books）』（経済界、1992/12） ISBN 476670228X
- 『受験の常識 教育の非常識 親も子も幸せになれる 7章』（ベストセラーズ、1994/08） ISBN 4584009120
- 『出世できない英語バカ』（ベストセラーズ、2004/06） ISBN 4584188041

### フィクション
- 『内閣特命部 日本に手を出すな!』（ベストセラーズ、1997/11） ISBN 4584184186

### 写真集
- （森一六正） 『GOLDEN DREAM 男の美学 ― 佐藤忠志写真集』（メディア出版/星雲社、1993/02）   ISBN 4795203075

## 音楽作品
- ズバ単ラップ（1987年1月22日、ファンハウス／東芝EMI）
ラップに乗せて英単語を歌う。B面はカラオケ。
- ズバ熟ロックンロール（1987年6月21日、ファンハウス／東芝EMI）
ロックンロールに乗せて英熟語を歌う。B面は「ズバ単ラップ（改訂版）」。
- 1度きりだぜ人生は—花の受験生応援歌—（1987年11月5日、ファンハウス／東芝EMI）
秋元康プロデュース。B面はカラオケ。
- 佐藤忠志のズバリ!うたで覚える英単語（1994年7月21日、ビクター）
- 佐藤忠志のズバリ!うたで覚える英熟語（1994年7月21日、ビクター）

## 出演

### 映画
- 恐怖のヤッちゃん（1987年、東映） - エレベーターやくざ
- クレイジーボーイズ（1988年、松竹富士） - 新婚カップル
- 修羅がゆく4 東京大戦争（1997年、KnacK） - 春田組若頭
- 借王シャッキング4（1998年、日活） - サトウ(借金取り)
- 修羅のみち4 北九州代理戦争（2002年、東映ビデオ） - テロリスト ※「金ピカ先生」名義

### テレビドラマ
- 天までとどけ 第10話（1991年、TBS） - 不動産屋
- ATHENA -アテナ-（1998年、テレビ東京） - 英語教師